# Frederic (Wisconsin)
Frederic ist eine Gemeinde (mit dem Status „Village“) im Polk County im US-amerikanischen Bundesstaat Wisconsin. Im Jahr 2010 hatte Frederic 1137 Einwohner.

## Geografie
Frederic liegt im Nordwesten Wisconsins, rund 30 km östlich des St. Croix River. Dieser bildet die Grenze Wisconsins zu Minnesota und mündet rund 125 km südsüdwestlich von Frederic in den Mississippi.
Die geografischen Koordinaten von Frederic sind 45°39′33″ nördlicher Breite und 92°28′02″ westlicher Länge. Das Gemeindegebiet erstreckt sich über eine Fläche von 4,64 km² und wird im Osten, Norden und Westen von der Town of West Sweden sowie im Süden von der Town of Luck umgeben, ohne einer davon anzugehören.
Nachbarorte von Frederic sind Lewis (8 km nordöstlich), Luck (11 km südlich) und Trade Lake (12,6 km westnordwestlich).
Die nächstgelegenen größeren Städte sind die Twin Cities (Minneapolis und Saint Paul) in Minnesota (119 km südwestlich), Duluth am Oberen See in Minnesota (141 km nordnordöstlich), Eau Claire (163 km südöstlich) und Rochester in Minnesota (219 km südlich). Wisconsins Hauptstadt Madison liegt 444 km südöstlich.

## Verkehr
Im Zentrum von Frederic treffen die Wisconsin State Highways 35, 46 und 48 zusammen. Alle weiteren Straßen sind untergeordnete Landstraßen, teils unbefestigte Fahrwege oder innerörtliche Verbindungsstraßen.
In Nord-Süd-Richtung führt der Gandy Dancer State Trail durch das Gemeindegebiet von Frederic. Dabei handelt es sich um einen als Rail Trail bezeichneten kombinierter Wander- und Fahrradweg auf der Trasse einer stillgelegten Eisenbahnstrecke. Der Name des Wegs geht auf das Slangwort Gandy Dancer zurück, womit ein Eisenbahnarbeiter bezeichnet wurde.
Der nächste Flughafen ist der Minneapolis-Saint Paul International Airport (131 km südwestlich).

## Bevölkerung
Nach der Volkszählung im Jahr 2010 lebten in Frederic 1137 Menschen in 496 Haushalten. Die Bevölkerungsdichte betrug 245 Einwohner pro Quadratkilometer. In den 496 Haushalten lebten statistisch je 2,16 Personen. 
Ethnisch betrachtet setzte sich die Bevölkerung zusammen aus 95,9 Prozent Weißen, 0,3 Prozent Afroamerikanern, 1,7 Prozent amerikanischen Ureinwohnern, 1,5 Prozent Asiaten sowie 0,4 Prozent aus anderen ethnischen Gruppen; 1,3 Prozent stammten von zwei oder mehr Ethnien ab. Unabhängig von der ethnischen Zugehörigkeit waren 1,1 Prozent der Bevölkerung spanischer oder lateinamerikanischer Abstammung. 
25,8 Prozent der Bevölkerung waren unter 18 Jahre alt, 51,9 Prozent waren zwischen 18 und 64 und 22,3 Prozent waren 65 Jahre oder älter. 53,3 Prozent der Bevölkerung waren weiblich.
Das mittlere jährliche Einkommen eines Haushalts lag bei 29.511 USD. Das Pro-Kopf-Einkommen betrug 20.498 USD. 16,9 Prozent der Einwohner lebten unterhalb der Armutsgrenze.